# Semaeopus malefidaria
Semaeopus malefidaria là một loài bướm đêm trong họ Geometridae.